# جائزة إسبانيا الكبرى 1974
جائزة إسبانيا الكبرى 1974 هو سباق فورمولا 1 أقيم بتاريخ 28 أبريل 1974 في مدريد. كان الرابع من أصل 15 في بطولة العالم لسباقات الفورمولا واحد موسم 1974. حلّ النمساوي نيكي لاودا أولا بينما جاء السويسري كلاي ريجاتسوني في المركز الثاني وحصل على المركز الثالث البرازيلي إيمرسون فيتيبالدي.